# Landkreis Würzburg
Landkreis Würzburg är ett distrikt i Unterfranken, Bayern, Tyskland. Distriktet ligger i Planungsregion Würzburg.

## Historia
Större delen av distriktet tillhörde Furstbiskopsdömet Würzburg, 1168-1803.

## Infrastruktur
Genom distriktet går motorvägen A3.